# 語言分離主義
語言分離主義是一種主張將某種語言變體從它過去被認為所屬的語言中分離出來的思想。語言分離主義通常認為，語言不僅是溝通工具，更是文化認同與民族身分的象徵。當某個群體認為自己語言的地位受到壓迫、被忽視或邊緣化時，可能會以社會運動或法律手段以要求獲得語言上的官方地位，甚至是獲得政治上的獨立。

## 漢語族

### 官話與其他漢語
在中國，粤语、闽南语等通常被視為方言，而不是獨立的一門语言，尽管这些變體与官話并不互通。

### 閩南語與台語
闽南语在福建、台灣和海外华人當中比較流行，尽管福建人和台湾人所說的閩南語词汇之間存在一些差异，但福建人和台湾人的閩南語使用者可以通過閩南語相互交流，但受台灣政治影響，有些人主張将臺灣話从闽南语中分离出来，即台語並不是閩南語的分支，不過這一主張存在争议 。